# OUB Centre
OUB Centre (tiếng Trung: 华联银行大厦 - Hoa Liên Ngân hàng Đại Hạ) là một trong ba tòa nhà chọc trời cao nhất của Singapore cùng với UOB Plaza One và Republic Plaza đều có độ cao 280 m. Đây là tác phẩm của kiến trúc sư nổi tiếng Kenzo Tange, khi hoàn thành vào năm 1986 nó là tòa nhà chọc trời cao nhất bên ngoài nước Mỹ.